# أدفنشرلاند (الإمارات العربية المتحدة)
أدفنشرلاند هو مركز ترفيهي عائلي داخلي في مركز تسوق صحارى في الشارقة، الإمارات العربية المتحدة. تبلغ مساحة المركز 70,000 قدم مربع (6,500 م2)، مما يجعلها أكبر مركز ترفيهي عائلي في الشرق الأوسط. 